# Aksel Storm
Aksel Storm (født 22. oktober 2007 i Roskilde) er en cykelrytter fra Danmark, der kører for Team Uno-X-Carl Ras Roskilde Junior. Han er lillebror til Theodor Storm.

## Karriere
Som sin 2 1/2 år ældre storebror Theodor startede Aksel Storm cykelkarriere hos Hedehusene-Fløng Cykel Klub, inden turen gik til Roskilde Cykle Ring som ungdomsrytter. De to år som juniorrytter blev tilbragt hos DCU Elite Teamet, Team Uno-X - Carl Ras Roskilde Junior.

## Meritter

### Banecykling
2023
3. plads, DBC Ballerups 3-dagesløb-talentcuppen (med Gustav Johansen)
2024
2. plads, EM i parløb for juniorer (med Albert Hansgaard Jensen)
2. plads, DM i parløb for juniorer (med Gustav Johansen)
2025
 1. plads, DM i parløb for juniorer (med Alexander Louis Svenningsen)
 1. plads, DM i 1.000 meter tidskørsel
 1. plads, DM i 3.000 meter tidskørsel

### Landevejscykling
2024
1. plads, Grand Prix Lumsås
2. plads, Sydbank Løbet
3. plads samlet ved Tour de Himmelfart
2025
1. plads, Grand Prix Sandbjerg
2. plads, DM i linjeløb for juniorer
2. plads samlet ved Tour de Himmelfart
2. plads, 2. og 3. etape
3. plads, 3. etape
2. plads samlet ved Youth Tour
2. plads, #HurtigJoakimLøbet
5. plads, DM i enkeltstart for juniorer